# Rosemarie Whyte
Rosemarie Whyte (8 september 1986) is een atlete, die is gespecialiseerd in de 400 m. Ze werd Jamaicaans kampioene op deze discipline. Ook nam ze tweemaal deel aan de Olympische Spelen, maar won hierbij twee medailles.

## Biografie
Op de NACAC kampioenschappen won in Salvador won Whyte een zilveren medaille op de 4 x 400 m estafette en een gouden medaille op de 4 x 100 m estafette.
In 2008 boekte ze haar eerste grote succes door bij de senioren op de 400 m een gouden medaille te veroveren bij de Jamaicaanse kampioenschappen. Op de Olympische Spelen van 2008 in Peking nam ze deel aan de 400 m en de 4 x 400 m estafette. Individueel reikte ze tot de finale waar ze zevende werd in 50,68. Bij het estafettelopen plaatste het team bestaande uit Novlene Williams, Shereefa Lloyd, Bobby-Gaye Wilkins en Shericka Williams zich met 3.22,60 in de finale. Daar werd met de opstelling Novlene Williams, Shereefa Lloyd, Whytes en Shericka Williams gefinisht in 3.20,40 hetgeen genoeg was voor een bronzen medaille.
Een jaar later op de wereldkampioenschappen atletiek 2009 in Berlijn won Whyte als startloopster met haar teamgenoten Novlene Williams, Shereefa Lloyd en Shericka Williams een zilveren medaille op de 4 x 400 m estafette. Met 3.21,15 eindigde ze voor de Verenigde Staten (goud; 3.17,83).
Op de Olympische Spelen van 2012 in Londen kwam ze net als vier jaar eerder uit op de 400 m en de 4 x 400 m estafette. Op de 400 m kwam ze via 50,90 (serie), 50,98 (halve finale) in de finale. Daar eindigde ze met 50,79 op een achtste en tevens laatste plaats. Op de 4 x 400 m estafette verging het haar beter. Met haar teamgenotes Christine Day, Shericka Williams en Novlene Williams-Mills won ze een bronzen medaille. Met een tijd van 3.20,95 eindigden ze achter de estafetteteams uit Duitsland (goud; 3.16,87) en Rusland (zilver; 3.20,23).

## Titels
- Jamaicaans kampioene 400 m - 2008

## Persoonlijke records
| Onderdeel          | Prestatie | Datum           | Plaats       |
| ------------------ | --------- | --------------- | ------------ |
| 100 m              | 11,60 s   | 24 juni 2006    | Kingston     |
| 200 m              | 22,74 s   | 8 juli 2009     | Salamanca    |
| 400 m              | 49,84 s   | 6 augustus 2011 | Londen       |
| 800 m              | 2.35,86   | 1 april 2006    | Kingston     |
| 100 m horden       | 14,47 s   | 31 maart 2006   | Kingston     |
| hoogspringen       | 1,65 m    | 31 maart 2006   | Kingston     |
| verspringen        | 6,35 m    | 11 maart 2006   | Spanish Town |
| hink-stap-springen | 13,04 m   | 29 maart 2006   | Kingston     |
| kogelstoten        | 9,10 m    | 31 maart 2006   | Kingston     |
| speerwerpen        | 31,15 m   | 1 april 2006    | Kingston     |
| zevenkamp          | 5262 p    | 1 april 2006    | Kingston     |

## Palmares

### 200 m
Diamond League-podiumplekken
- 2010:  British Grand Prix – 22,81 s

### 400 m
Kampioenschappen
- 2008: 7e OS - 50,68 s
- 2011: 3e in ½ fin. WK - 50,90 s
- 2012: 8e OS - 50,79 s

Diamond League-podiumplekken
- 2011:  Adidas Grand Prix – 51,54 s
- 2011:  British Grand Prix – 50,82 s
- 2011:  Aviva London Grand Prix – 49,84 s
- 2012:  Adidas Grand Prix – 50,62 s
- 2012:  Aviva London Grand Prix – 51,19 s
- 2012:  Birmingham Grand Prix – 50,20 s
- 2012:  Weltklasse Zürich – 50,41 s

### 4 x 400 m estafette
- 2008:  OS - 3.20,40
- 2009:  WK - 3.21,15
- 2011:  WK - 3.18,71 (nat. rec.)
- 2012:  OS - 3.20,95
- 2013: DQ in series WK